# 莫丘利尼亞
51°22′6″N 28°43′29″E / 51.36833°N 28.72472°E
莫丘利尼亞（烏克蘭語：Мочульня），是烏克蘭北部的村莊，隸屬日托米爾州的科羅斯滕區。該村始建於1888年，面積0.04平方公里，海拔高度183米，2001年人口159，人口密度每平方公里3,878.05人。